# Howard Aiken
Howard Hathaway Aiken (1900-1973) là nhà toán học, nhà khoa học máy tính người Mỹ. Ông được biết đến là người phát triển dự án Harvard Mark 1, dự án về máy tính được hoàn thành vào năm 1944.